# Vladimir Padrino López

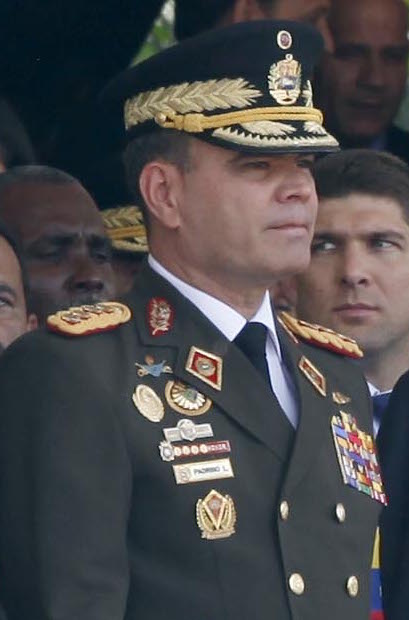
Vladimir Padrino usando o uniforme de general

Vladimir Padrino López é o atual ministro da Defesa das Forças Armadas Nacionais da República Bolivariana da Venezuela .

## Carreira militar
Em 5 de julho de 1984, Padrino formou-se na Academia Militar da Venezuela .  Ele comandou o grupo de morteiros do Batalhão de Infantaria Antonio Ricaurte em Rubio, no estado de Táchira.  Entre fevereiro e maio de 1995, Padrino foi enviado para a Escola das Américas em Fort Benning , na Geórgia, para um curso de "Operações psicológicas" e "Treinamento de oficiais avançados" pelo Exército dos EUA.  Durante a tentativa de golpe de Estado venezuelano em 2002 , ele foi coronel do Batalhão de Infantaria Simón Bolívar em Fuerte Tiuna  permanecendo leal ao governo de Hugo Chávez .  Mais tarde, ele foi nomeado chefe do Estado-Maior de Defesa Estratégica pelo Presidente Chávez.
Em 2013, Padrino tornou-se o comandante em chefe das forças armadas venezuelanas.  Em 24 de outubro de 2014, Padrino foi nomeado pelo presidente Nicolás Maduro para ser o sucessor de Carmen Melendez como ministro da Defesa.  Atualmente, Padrino e o Ministro do Poder Popular da Defesa ocupam os cargos de comandante operacional estratégico das Forças Armadas Nacionais Bolivarianas.

### Aumento de poder
Em 12 de julho de 2016, o presidente Nicolás Maduro concedeu a Padrino poderes para distribuir alimentos e remédios, autoridade sobre todas as missões bolivarianas , além de ter seu comando militar em cinco dos principais portos da Venezuela, com Maduro afirmando: 
 Todos os ministérios e instituições governamentais estão subordinados ao Comando Nacional da Grande Missão para a Segurança do Supremo Soberano e Seguro, que está sob o comando do Presidente e do alto General, Vladimir Padrino López. 
 Esta ação realizada pelo presidente Maduro fez do general Padrino uma das pessoas mais poderosas da Venezuela, possivelmente "o segundo homem mais poderoso da política venezuelana".  A nomeação de Padrino também foi vista como similar à tática do governo cubano de conceder aos militares cubanos o poder de administrar a economia.

### Obras como escritor
Padrino é o autor do livro "Operações do Processo de Preparação", que é usado como referência em todos os institutos, escolas e universidades e na formação profissional das Forças Armadas Nacionais Bolivarianas.

## Sanções sofridas
Em 22 de setembro de 2017, o Canadá sancionou Padrino devido à ruptura da ordem constitucional da Venezuela após a eleição da Assembleia Constituinte de 2017 na Venezuela .  O governo dos Estados Unidos também sancionou Padrino em 25 de setembro de 2018 por seu papel na consolidação do poder do presidente Maduro na Venezuela.